# Nove in famiglia
Nove in famiglia (Baby Makes Five) è una serie televisiva statunitense in 5 episodi trasmessi per la prima volta nel corso di una sola stagione nel 1983.
È una sitcom familiare classica incentrata sulle vicende dei Riddle, famiglia composta di nove persone e guidata dal commercialista Eddie Riddle e da sua moglie Jenni. Ai tre figli dei due si aggiungono Edna, madre di Jennie,  Blanche, madre di Eddie, e due gemelli da poco nati. Fu cancellata durante la prima televisiva dopo soli cinque episodi trasmessi sulla ABC.

## Personaggi e interpreti
- Eddie Riddle (5 episodi, 1983), interpretato da Peter Scolari.
- Annie Riddle (5 episodi, 1983), interpretata da Brandy Gold.
- Michael Riddle (5 episodi, 1983), interpretato da Andre Gower.
- Edna Kearney (5 episodi, 1983), interpretata da Priscilla Morrill.
- Laura Riddle (5 episodi, 1983), interpretata da Emily Moultrie.
- Blanche Riddle (5 episodi, 1983), interpretato da Janis Paige.
- Jennie Riddle (5 episodi, 1983), interpretata da Louise Williams.

## Produzione
La serie fu prodotta da Alan Landsburg Productions e Mort Lachman & Associates Le musiche furono composte da Misha Sega.

### Registi
Tra i registi sono accreditati:
- Jim Drake in 2 episodi (1983)

### Sceneggiatori
Tra gli sceneggiatori sono accreditati:
- Douglas Arango in un episodio (1983)
- Phil Doran in un episodio (1983)
- Sy Rosen in un episodio (1983)
- Robert Van Scoyk in un episodio (1983)
- E. Michael Weinstein in un episodio (1983)
- Harriett Weiss in un episodio (1983)

## Distribuzione
La serie fu trasmessa negli Stati Uniti dal 1º aprile 1983 al 29 aprile 1983 sulla rete televisiva ABC. In Italia è stata trasmessa con il titolo Nove in famiglia.

## Episodi
| Stagione       | Episodi | Prima TV USA |
| -------------- | ------- | ------------ |
| Prima stagione | 5       | 1983         |